# Еркеленц
Еркеленц (нім. Erkelenz) — місто в Німеччині, знаходиться в землі Північний Рейн-Вестфалія. Підпорядковується адміністративному округу Кельн. Входить до складу району Гайнсберг.
Площа — 117,35 км2. Населення становить 43 275 ос. (станом на 31 грудня 2020).